# Trybussiwka
Trybussiwka (ukrainisch Трибусівка; russisch Трибусовка Tribussowka, polnisch Trybusówka) ist ein Dorf im Süden der ukrainischen Oblast Winnyzja mit 667 Einwohnern (2015).

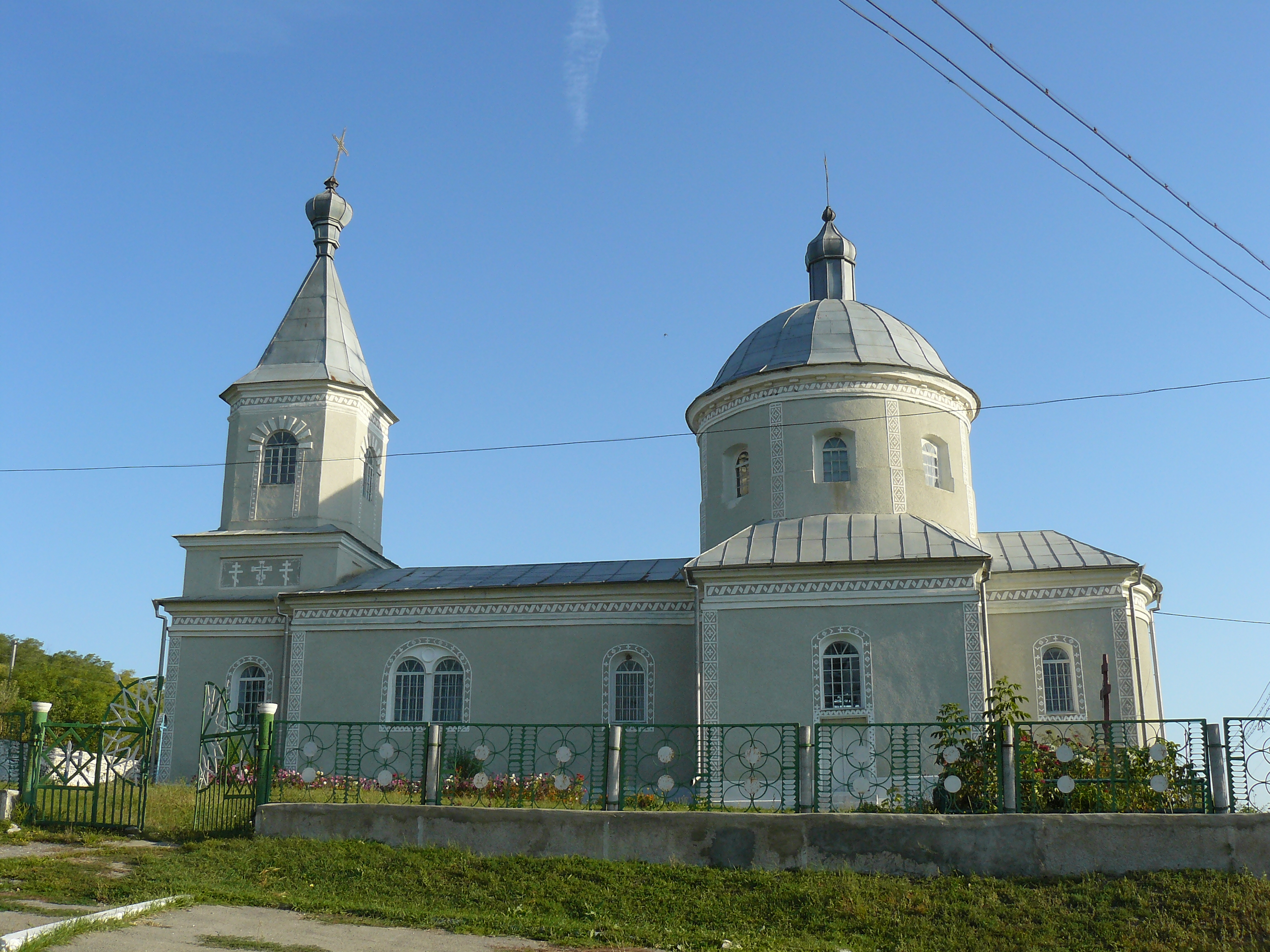
St.-Michael-Kirche im Dorf

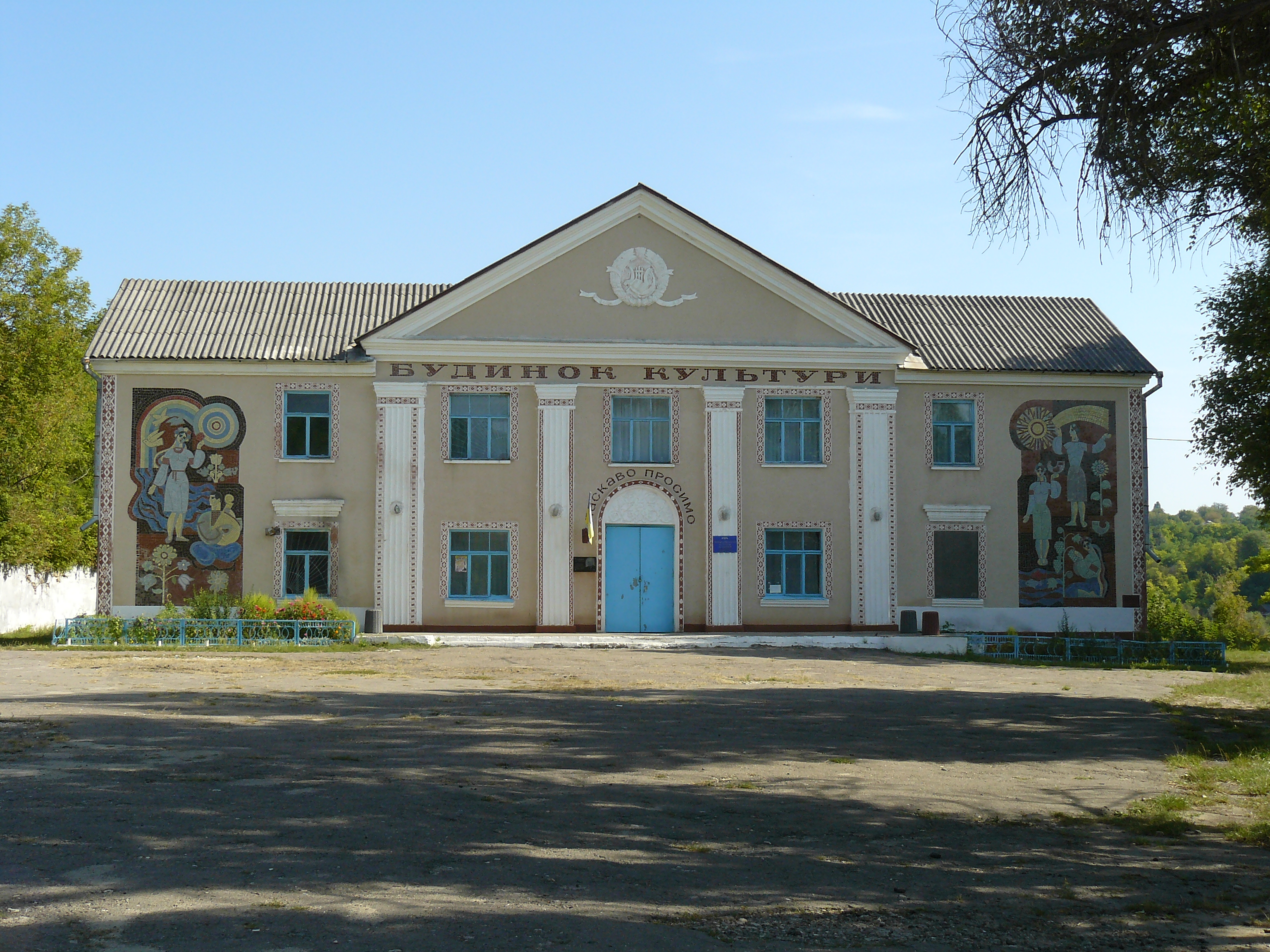
Kulturhaus in Trybussiwka

Das 1815 gegründete Dorf hatte 1971 insgesamt 1748 Einwohner und bei der Volkszählung von 2001 eine Einwohnerzahl von 987.
Die Ortschaft liegt nahe der Grenze zum Transnistrien-Gebiet der Republik Moldau auf einer Höhe von 173 m am Ufer der Wiknyzja (Вікниця), einem 24 km langen, linken Nebenfluss des Dnister, 20 km westlich vom ehemaligen Rajonzentrum Pischtschanka und etwa 140 km südlich vom Oblastzentrum Winnyzja.
Östlich vom Dorf verläuft in elf Kilometern Entfernung die Territorialstraße T–02–25.
Am 12. Juni 2020 wurde das Dorf zum Zentrum der neugegründeten Landgemeinde Studena, bis dahin bildete es zusammen mit dem Dorf Kalyniwka (Калинівка) die gleichnamige Landratsgemeinde Trybussiwka (Трибусівська сільська рада/Trybussiwska silska rada) im Südwesten des Rajons Pischtschanka.
Am 17. Juli 2020 kam es im Zuge einer großen Rajonsreform zum Anschluss des Rajonsgebietes an den Rajon Tultschyn.